# Ormirídeos

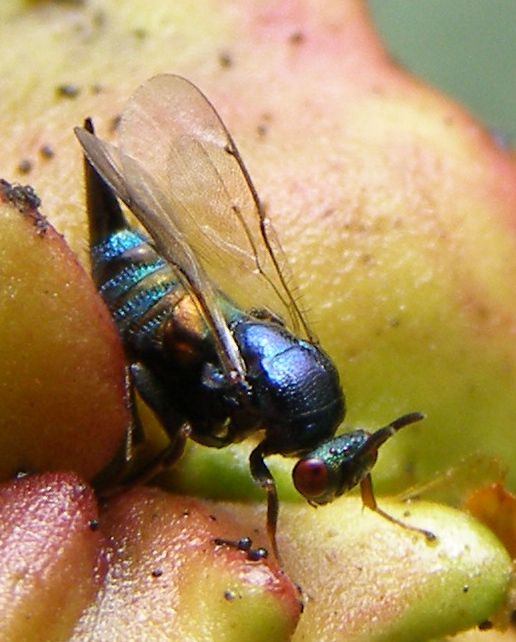
Uma vespa fêmea do gênero Ormyrus, da família Ormyridae.

Ormirídeos (Ormyridae) é uma pequena família de vespas parasitoides da superfamília Chalcidoidea. Utilizam-se de insetos galhadores como hospedeiros, principalmente vespas das famílias Cynipidae e Tephritidae. Apresenta 125 espécies distribuídas em 4 gêneros. De distribuição mundial, são notavelmente raras na América do Sul. No Brasil, existe apenas o registro da espécie Ormyrus brasiliensis Ashmead, 1904.
Morfologicamente, apresentam corpo robusto, com gáster nunca peciolado, e ovipositor discreto. Venação das asas bem reduzida e discreta, às vezes com o estigma bem desenvolvido .
1. ↑  «Lista do Brasil». fauna.jbrj.gov.br. Consultado em 9 de agosto de 2023
2. ↑  «Chalcidoidea». www.nhm.ac.uk. Consultado em 9 de agosto de 2023